# تبردا
تبردا (بالروسية: Теберда) هي إحدى مدن روسيا تقع في جبال القوقاز ضمن  جمهورية قراتشاي - تشيركيسيا ذاتية الحكم بالاتحاد الفدرالي الروسي، يبلغ عدد سكان تبردا 7,827 نسمة (2002) وهي ترتفع 1800 متر فوق سطح البحرن تبعد تبردا عن العاصمة تشيركيسك حوالي 100 كيلومتر.